# Fidel - La storia di un mito
Fidel - La storia di un mito (Fidel) è una miniserie televisiva del 2002 diretta da David Attwood.

## Trama
La miniserie narra le vicende legate a sei anni prima della caduta del regime di Fulgencio Batista, così come quelle legate ai 40 anni successivi ad esso. Nelle prime due ore viene indicato come Fidel Castro abbia preso le distanze regolarmente dal comunismo e dai comunisti, ma in seguito il film suggerisce che Castro ha conferito un'impostazione marxista-leninista allo Stato cubano.